# Битва біля Камбре (1917)
Бій біля Камбре (1917) — масштабний наступ британських військ у листопаді 1917 року проти німецької армії під час Першої світової війни на Західному фронті біля французького міста Камбре. Британська операція стала першою битвою в історії війн, в якій масштабно використали новий вид зброї — танки. Попри те, що на початку битви англійцям щастило, їм не вдалося досягти головної мети й прорвати німецький фронт. Одним з факторів невдачі британців стало те, що німцям незадовго перед британським наступом вдалося взяти в полон кількох британських солдат, які розкрили плани про підготовку до масованого танкового наступу — німці почали перекидання резервів до місця бою заздалегідь.

## Передумови

### Загальне становище на фронті у 1917 році
План компанії на 1917 рік країни Антанти прийняли наприкінці 1916 року на конференції у Шантії. Цей план передбачав одночасний наступ союзних військ на трьох головних театрах бойових дій (Західному, Східному та Італійському) й остаточний розгром військ Центральних держав.
На початку 1917 року на союзній конференції у Римі прем'єр-міністр Великої Британії Ллойд Джордж запропонував передати англо-французьку артилерію на Італійський фронт, щоб добитися максимального ефекту від наступу в районі Ізонцо. Однак ця ініціатива не була прийнята через протидію французької делегації.
Новий головнокомандувач французької армії генерал Робер Нівель наполягав на рішучому наступі на Західному фронті. За його планом вирішальні удари англо-французьких військ мали призвести до прориву німецького фронту та розгрому ворога. Головне навантаження у майбутньому наступі лягало на французькі війська, тому британське командування ухвалило рішення провести окрему наступальну операцію в районі Іпру.
Наступ Нівеля провалився, прорвати фронт не вдалося, союзники зазнали важких втрат, а самого Нівеля за провал операції було звільнено з посади головнокомандувача французької армії. До січня 1917 року генерал Дуглас Гейґ ухвалив рішення про проведення наступальної операції у Фландрії. Однак і британський наступ біля Пашендейля закінчився провалом. Після цього британське командування вирішило провести ще одну операцію наприкінці 1917 року.

### План підготовки до операції
Після невдачі у Фландрії британське командування ухвалило рішення провести наступальну операцію з використанням великої кількості танків. Було заплановано вперше використати танки у великій кількості для прориву позиційної оборони. З цією метою у британській армії було створено танковий корпус. Британці остаточно ухвалили рішення провести великомасштабний наступ з використанням танкових підрозділів. Особливу увагу британське командування приділяло взаємодії танків та піхоти. Перед початком операції британські піхотинці тренувалися разом з танками, відпрацьовуючи прийоми штурму ворожих позицій.
За планом англійського командування майбутній наступ передбачалось почати без артилерійської підготовки. Вперше в історії танки повинні були самі прорвати оборону ворога. Потім у бій планувалося ввести 3 кавалерійські дивізії, які повинні були захопити Камбре, навколишні території та переправи через річку Сансе. Після цього планувалося зайти в тил німецьких військ біля Валансьєнна.
Для операції був вибраний район з твердим гладким ґрунтом, з відносно не викривленими вирвами. Ця ділянка розташовувалася південніше міста Камбре між канал-дю-Норд та канал Сан-Квентин. Умови для руху танків були майже ідеальні.
Велике значення при підготовці до операції мало маскування та секретність, оскільки за планом британського командування наступ біля Камбре мав застати німецьке командування зненацька. Танки транспортувались на фронт у вечірній час, далі рухались своїм ходом по лінії фронту. Крім того англійці постійно вели вогонь з кулеметів та мінометів, щоб заглушити ревіння танкових двигунів.
Німецьке командування нічого не знало про підготовку атаки, навіть незважаючи на те, що незадовго до початку операції полонені солдати британської армії на допиті назвали точну дату початку наступу біля Камбре — 20 листопада.

### Сили сторін
Для проведення наступу біля Камбре британське командування залучило 3-ю армію генерала Дж. Бінга. Армія мала у своєму складі 8 піхотних дивізій, 4 танкових бригад (всього 476 танків, з яких 324 узяли участь в бойових діях), 3 кавалерійські дивізії. Загальна чисельність становила 92 000 осіб. На озброєнні підрозділів армії були 1536 кулеметів, 1009 гармат, а також 1000 літаків на ділянці запланованого прориву. У наступі планувалося використати танк Mark I, головну роль також мали зіграти танки Mark IV. На вимогу Бінга у смузі наступу була скасована артилерійська підготовка, оскільки саме на танки Бінг покладав великі надії у прориві позиційного фронту.
На ділянці запланованого прориву оборону займали підрозділи 2-ї німецької армії під командуванням генерала Г. фон дер Марвіца. Тут німці мали 4 дивізії (36 000 осіб), 244 гармат, 272 мінометів, 900 кулеметів. Позиції німців були дуже захищені.

## Перебіг подій

### Полонені британські солдати
За два дні до початку операції, 18 листопада 1917 року, німецькі солдати під час рейду до британських траншей взяли в полон 6 британських солдат. Усі вони були з 36-ї Ольстерської дивізії, з Ірландії. 36-та дивізія виконувала завдання на нічийній землі, перед самими німецькими окопами, відволікаючи увагу німців від елітної 51-ї Високогірної дивізії та замаскованих танків, що готувалися до штурму. 36-та Ольстерська дивізія мала славу однієї з найпатріотичніших у Британській армії, оскільки до її лав увійшло багато Ольстерських добровольців-протестантів, проте за час війни дивізія зазнала втрат, і мала набирати солдат також з середовища ірландських католиків, що симпатизували руху за незалежність Ірландії. Під час допиту полонених, німці легко змогли отримати від них свідчення про приготування британського наступу. З шести полонених двоє були Ольстерськими протестантами — капрал Джордж Реджинальд Болл та рядовий Джеймс Коуп, двоє англійців — сержант Вільям Гарольд Вітекер та молодший капрал Фредерік Чарльз Роу, а також двоє ірландців-католиків — рядовий Ніл МакКолі, який нещодавно втратив загиблим двоюрідного брата у Галліполі, та рядовий Лоренс О'Брайєн, який був поранений під час взяття в полон. У німецькому звіті з допиту йшлося:

| Відчувається значна ворожість щодо Англії, без жодного бажання розуміти її цілі у цій війні. Вони [полонені] говорять, що якби в Ірландії почалося повстання, вони б зі зброєю в руках виступили проти Англії без зайвих вагань. |
| — Німецький звіт про допит. |

На думку історика Джона Тейлора, саме хтось з ірландців-католиків міг дати свідчення на допиті, зачаївши образу через придушення Британією Великоднього повстання 1916 року в Ірландії. Німецький звіт не зазначав хто саме надав свідчення.
Через отримані дані, німецькі війська почали перекидати резервні сили до селища Флеск'єр ще до початку британської атаки.

### Початок операції

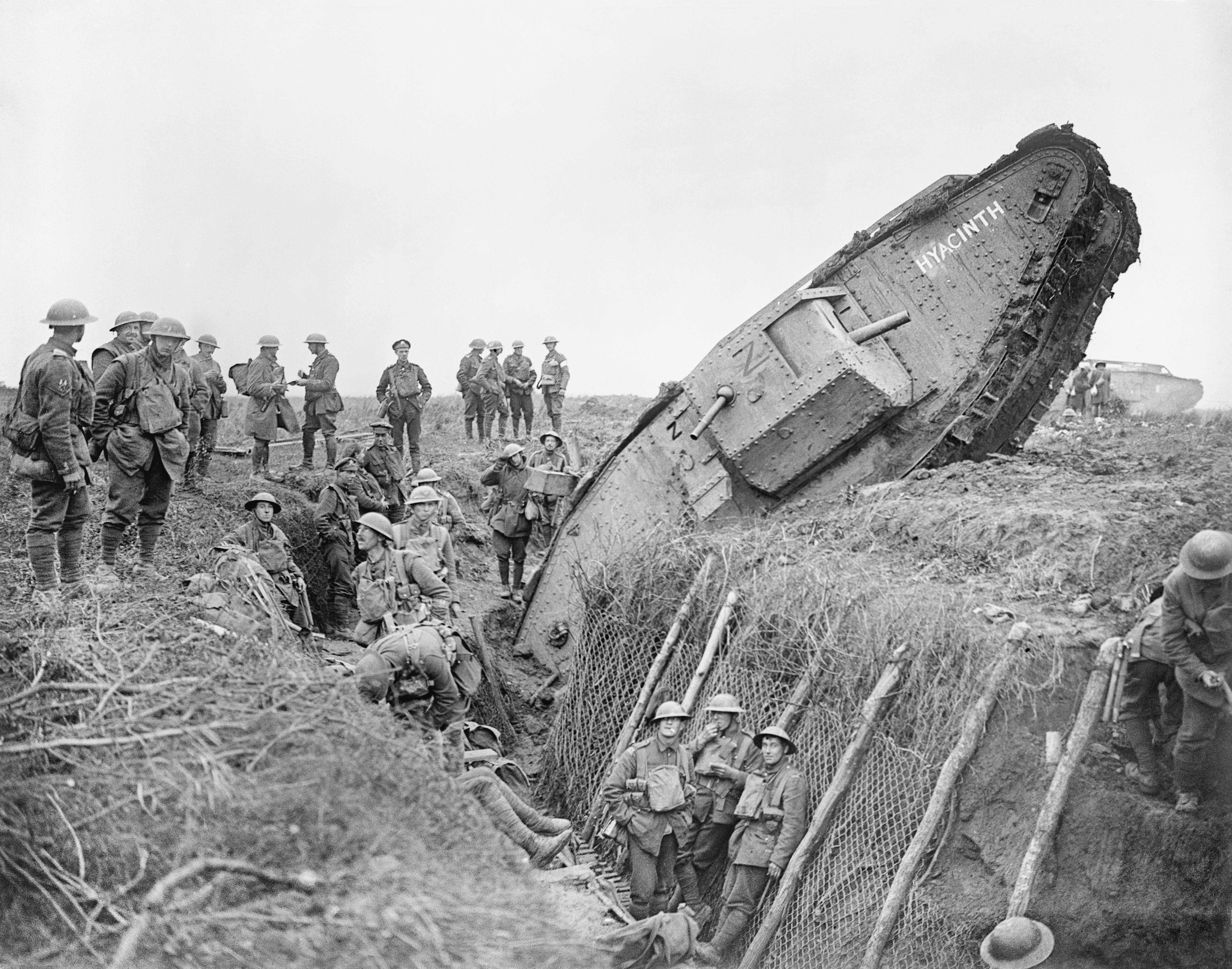
Перший день операції. Британський танк Mark IV «Гіацинт» застряг у німецькій траншеї під час підтримки наступу Лестерширського полку, у милі західніше м. Рибекур-Дреленкур.

20 листопада рано-вранці британські війська зайняли свої вихідні позиції, на ділянці фронту в 10 кілометрів вишикувались танки. О 6 годині ранку танки почали атаку німецької лінії Гінденбурга. Англійська артилерія відкрила вогонь по позиціях німецької армії. Також англійці використовували авіацію, але через туман літаки не грали значної ролі в наступі. Німецькі літаки також не змогли завдати серйозної шкоди ворогу, загубившись у тумані. Невдовзі британські танки обрушилися на німецькі окопи, досягнувши першої лінії німецької оборони. Танки вели бій так: один танк підходив до окопу німців й відкривав вогонь, другий танк зривав фашину, по якій третій танк переходив німецький окоп. Потім третій танк скидав фашину у другий окоп, по котрій проходив перший танк. Піхота, яка наступала за танками, також розділилася на три групи. Перша група була чистильниками окопів, друга група блокувала окопи, третя група була групою підтримки. Неочікувана атака великої кількості танків (близько 400) викликала паніку в рядах німецьких військ. У перші години бою німці втратили більшу кількість позицій та окопних пунктів.
До 11 годин 20 листопада атакуючі війська досягли великих успіхів, захопивши першу та другу лінії німецьких окопів та просунувшись на 6-8 кілометрів. До 13 годин першого дня розрив німецького фронту досягнув 12 кілометрів. У 14 годин 30 хвилин Бінг пустив у бій канадську кавалерію, але було пізно. Час було втрачено, кавалеристи, переправившись через річку, діяли нерішуче. Біля Камбре частини 3-го кавалерійського корпусу були зупинені німецькими піхотними підрозділами. Однією з причин невдачі були німецькі резервні підрозділи, що втримали селище Флеск'єр. Його утримання завадило кавалерії взяти у перший день операції ключову місцевість — Бурлон.
За перший день боїв британці захопили в полон 8000 німецьких солдатів, 160 офіцерів, 100 гармат та значну кількість кулеметів, при цьому самі зазнали незначних втрат.

### Подальші військові дії
Німецькі дивізії були розбиті й зазнали важких втрат. Лінія Гінденбурга була прорвана, тисячі німців потрапили в полон. На ділянці прориву фактично не залишилось німецьких військ. Британцям протидіяли лише окремі батальйони та невеликі загони, які були перекинуті на автомобілях. 21 листопада по всій Великій Британії дзвони сповіщали про перемогу.
Після цього британське командування займалося перегрупуванням військ та лише до дня 21 листопада відновило наступальні дії. Однак тимчасом німецьке командування підтягнуло до Камбре резервні війська.
Для боротьби з танками німці встановили на вантажівках польові гармати. Крім того, німецькі пілоти скидали на танки фосфорні бомби для того, щоб полегшити виявлення танків артилеристами.
Не зумівши використати прорив фронту, британські війська фактично зупинилися. Крім того, британці почали зазнавати суттєвих втрат серед танків. Внаслідок цього піхота відірвалася від танків і вже не могла розраховувати на підтримку з боку танкових підрозділів.
Розвиток атаки британців уже не приносив значних результатів. До 29 листопада велися позиційні бойові дії, до 30 листопада німцям вдалося повністю зупинити просування британських військ.

### Німецька контратака
Після того як англійський наступ фактично завершився, німецьке командування підтягло на цю ділянку фронту значні резервні сили. Тож німецька армія в районі Камбре мала 16 дивізій (близько 160 000 осіб), 3600 кулеметів, 1700 гармат, 1088 мінометів, більше 1000 літаків. Генерал Марвіц розраховував оточити та знищити всі британські частини, які вклинились у німецьку оборону. Проти правого флангу англійців німці націлили 7 дивізій, проти лівого — 4 піхотні дивізії з метою міцного удару та оточення британських військ. Біля Камбре вперше на Західному фронті німецькими військами була проведена уточнена артилерійська підготовка, яка принесла атакуючим значні результати.
Після артилерійської підготовки, яка велась переважно важкими гарматами, німецькі війська перейшли у наступ проти англійських частин, які вклинились в німецьку оборону. В результаті боїв, під час яких німці використовували артилерію та авіацію, німецьким військам вдалося відтіснити британців.
Використовуючи 73 танки, які залишилися, британські війська відбили німецький контрнаступ, але були змушені відступити, залишивши Маркуен, Сен-Кантен та Булонський Ліс. Оточити англійські війська німцям не вдалося. В результаті контрнаступу німецької армії британці втратили 9000 осіб полоненими, 716 кулеметів, 148 гармат та 100 танків.

## Наслідки
Битва біля Камбре завершилася 7 грудня. Не досягнувши поставленої мети, британські війська фактично були вимушені повертатися на раніше зайняті позиції. Німецька армія під час боїв втратила 11 000 солдатів та офіцерів. Біля Камбре народжувалася протитанкова оборона.
Генерал Людендорф у спогадах згадував:

«Англійський командувач (Бінг) виявився нездатним розвинути початковий успіх, в іншому випадку ми б не змогли обмежити розміри прориву».